# Robert Linke
Robert Linke (* 1958 in Leipzig) ist ein deutscher Künstler und Komponist. Er arbeitet allein oder im Ensemble mit experimentellen Texten, Zeichnungen, Musik und Filmen und organisiert Veranstaltungen. Linke ist auch als Autor tätig. Er lebt seit 1983 in Berlin und Sachsen.

## Leben
Von 1979 bis 1982 Gespräche und Filme mit Klaus Hähner-Springmühl. Robert Linke war von 1983 bis 1986 Meisterschüler bei Rainer Kunad und Friedrich Goldmann an der Akademie der Künste im ehemaligen Ostberlin. 1985 Musik zu Realfilm und Herakles von Lutz Dammbeck im Theater Bauhaus Dessau. 1989 komponierte er die Musik zu Rainer Simons Film Die Besteigung des Chimborazo. 1991 Musik für Schallplatte Dolorosa Überhaupt (Eine Parthenogenese in 7 Penetranzen von Sascha Anderson, Stefan Döring und Bert Papenfuß). Im gleichen Jahr wurde sein Tannhäuser-Requiem (Libretto: Lothar Trolle) an der Kleinen Szene, der Studiobühne der Semper-Oper, uraufgeführt und eine Woche später auch im Münchner Theater im Marstall gespielt. 1991/1992 war er Stipendiat für Darstellende Kunst an der Akademie Schloss Solitude. In der Berliner Literaturzeitschrift Sklaven erschienen 1995 (Heft 18) und 1997 (Heft 38/39) zwei Teile seines Theaterstückes Die Arbeitslosen aus dem Cafe Schliemann. Seit dem Jahr 2000 arbeitete er mit Hans-Joachim Schulze am Konzept einer Arbeitslosenoper. Von Linkes Komposition Kammermusik Nr. 2 gibt es eine Aufnahme der Gruppe Neue Musik Hanns Eisler unter Leitung von Friedrich Goldmann. Seit 2010 ist Robert Linke auch als Art-Brut-Zeichner an Ausstellungen im Kunsthaus Kannen, Münster, beteiligt. Seit 2011 ist er Vorstandsmitglied des Weltfluchthilfe e.V., Berlin. In der Literaturzeitschrift Floppy Myriapoda wurden 2012 (Heft 19) und 2014 (Heft 24/25) Texte von ihm veröffentlicht.
Seit 1992 lebt Linke mit einem Ensemble von Künstlern von Sozialleistungen. Das Ensemble dokumentiert und repräsentiert die Kultur der Erwerbslosen mit ihren Utopien einer modernen Gesellschaft in den Projekten Arbeitslosenoper, Kinderoper, Medea-Psyche, das Innensassinnenorchester, Steinzeitlabor und Initiative intelligenter Lebensformen.